# František Polášek (církevní právník)
František Polášek (28. června 1934, Nevšová – 13. září 2015, Olomouc) byl český římskokatolický kněz, církevní právník a papežský prelát, emeritní kanovník Metropolitní kapituly u svatého Václava v Olomouci. Od roku 1991 byl arcidiecézním postulátorem beatifikačního procesu Anny Marie Zelíkové TOCarm.

## Biografie
Vystudoval Cyrilometodějskou bohosloveckou fakultu v Litoměřicích, kde také 27. června 1965 přijal kněžské svěcení. Poté působil jako farní vikář v Místku, v roce 1969 krátce v prostějovské farnosti u kostela Povýšení sv. Kříže a následně v Šumperku, odkud excurrendo spravoval farnost Bratrušov. Roku 1972 byl ustanoven administrátorem ve Střílkách a v roce 1985 se stal farářem v Holešově. Vedle toho působil u církevního soudu v Olomouci, a to od roku 1982 jako soudce, od roku 1989 jako viceoficiál, v letech 1998 až 2013 jako soudní vikář (oficiál) a poté opět jako viceoficiál. Od roku 1992 vyučoval na Cyrilometodějské teologické fakultě Univerzity Palackého, kde se věnoval především manželskému a procesnímu právu. Dne 1. července 1994 se stal kanovníkem Metropolitní kapituly u svatého Václava v Olomouci, jímž zůstal až do svého emeritování v roce 2013. V červnu 2004 jej papež Jan Pavel II. jmenoval kaplanem Jeho Svatosti a v březnu 2010 se František Polášek stal papežským prelátem.